# 로 카우피
로 카우피(Lo Kauppi, 1970년 4월 19일 ~ )는 스웨덴의 배우, 가수이다.

## 출연 작품
- 미나의 선택 (2015)
- 글랜탄 (2011)
- 파라시텐 (2005)